# عزلة الثلث (مناخة)

تعديل مصدري - تعديل

عزلة الثلث هي إحدى عزل مديرية مناخة في محافظة صنعاء اليمنية ويبلغ تعداد سكانها 3523 نسمة حسب التعداد السكاني في اليمن لعام 2004.

## وصلات خارجية
- الجهاز المركزي للإحصاء بالجمهورية اليمنية
- المركز الوطني للمعلومات باليمن
- الدليل الشامل